# José María Quero
José María Quero (1929-24 de junio de 2019) fue un realizador de televisión español.

## Biografía
Tras cursar estudios de Derecho comienza a trabajar como redactor en la Cadena SER, donde alcanza el puesto de Jefe de Programas Musicales. Posteriormente se dedica a la industria discográfica, prestando sus servicios, sucesivamente, en RCA y enPhilips Records. 
Debuta en televisión en 1961, realizando un espacio titulado Premio. Tras esa experiencia, colabora como ayudante de producción y de realización con Pedro Amalio López y Marcos Reyes.
Tras completar su formación de realizador en Nueva York en 1964, es nombrado jefe de Programas Musicales de Televisión Española. Un año más tarde, junto a Oscar Banegas, comienza la realización de espacios musicales. En 1966 creaba Tele-Ritmo, un programa en principio minoritario y pensado para un sector del público hasta entonces desatendido por los directivos de la cadena: los jóvenes. Seguiría, dos años más tarde, el programa Nosotros, emitido la noche de los sábados.
Tras la cancelación del espacio, realizaría Al compás de las estrellas (1971), y entre 1974 y 1975 el popular ¡Señoras y señores!, en el que semanalmente se alternaba con Valerio Lazarov  y Españoles (1983), un programa de entrevistas con la periodista Victoria Prego.
Entre 1986 y 1989 ejerció el cargo de director de Radio 2 (actual Radio Clásica) de Radio Nacional de España.
Falleció el 24 de junio de 2019 a los 90 años.

## Censura de «Cuervo ingenuo»
El 24 de febrero de 1986, Joaquín Sabina dio un concierto junto a artistas invitados en el Teatro Salamanca de Madrid que fue retransmitido por RTVE, con José María Quero como principal realizador. Durante el mismo, el cantautor Javier Krahe interpretó su canción «Cuervo ingenuo», crítica con la ambigüedad ideológica del PSOE, partido que gobernaba entonces en España. En el momento en que empezó a sonar la canción, el canal pasó a publicidad y las cámaras del teatro fueron todas apagadas, salvo una, en lo que se consideró el primer acto de censura de la democracia española. José María Quero fue el realizador responsable de la emisión aquel día y se le atribuyó la orden de haber apagado las cámaras.